# Alvis Speed 25
Alvis Speed 25 är en personbil, tillverkad av den brittiska biltillverkaren Alvis mellan 1936 och 1940.

## Alvis Speed 25
När Speed 25 introducerades 1936 behöll den chassit från företrädaren Speed 20 med sin individuella hjulupphängning fram med två tvärliggande bladfjädrar och hydrauliska bromsar.  Den sexcylindriga motorn med en slagvolym på 3,6 liter hade förbättrats och hade nu en vevaxel med sju ramlager. Den fyrväxlade växellådan hade synkronisering på alla växlar. Till 1937 infördes servobromsar.

## Alvis 4.3 Litre
Samtidigt med Speed 25 introducerades även den större 4.3 Litre med en motor på 4,4 liter. Bilen hade något längre hjulbas och en toppfart på 100 mph. Tillverkningen upphörde strax efter andra världskrigets utbrott och efter kriget kom ingen efterträdare till dessa stora Alvis-modeller.

## Motor
| Modell    | Motor              | Cylindervolym | Effekt | Bränslesystem    |
| --------- | ------------------ | ------------- | ------ | ---------------- |
| Speed 25  | 6-cyl radmotor ohv | 3571 cm³      | 106 hk | Tre SU-förgasare |
| 4.3 Litre | 6-cyl radmotor ohv | 4387 cm³      | 137 hk | Tre SU-förgasare |

## Bilder

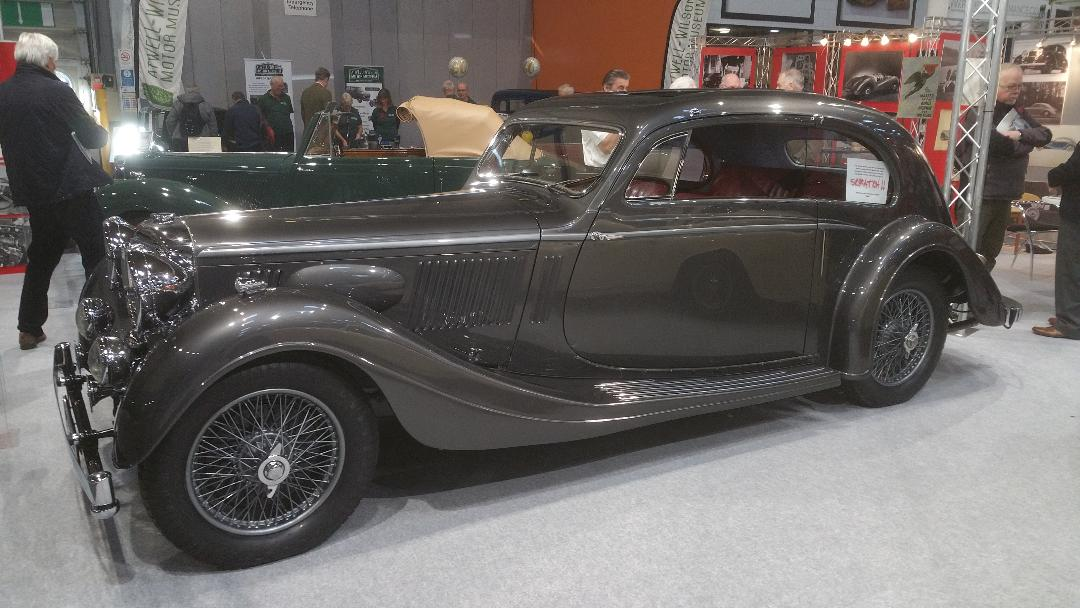
Alvis Speed 25 1936
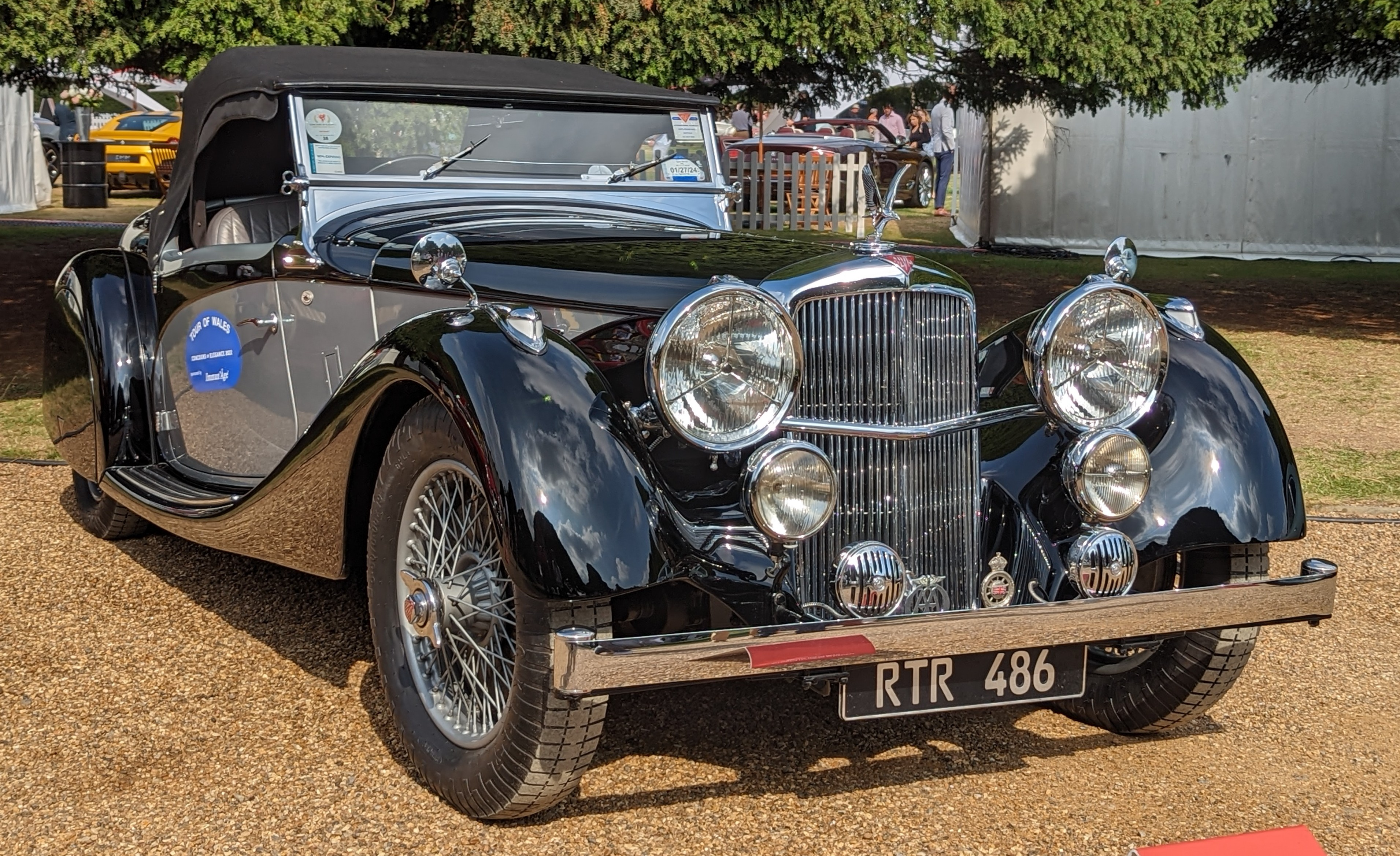
Alvis Speed 25 1937
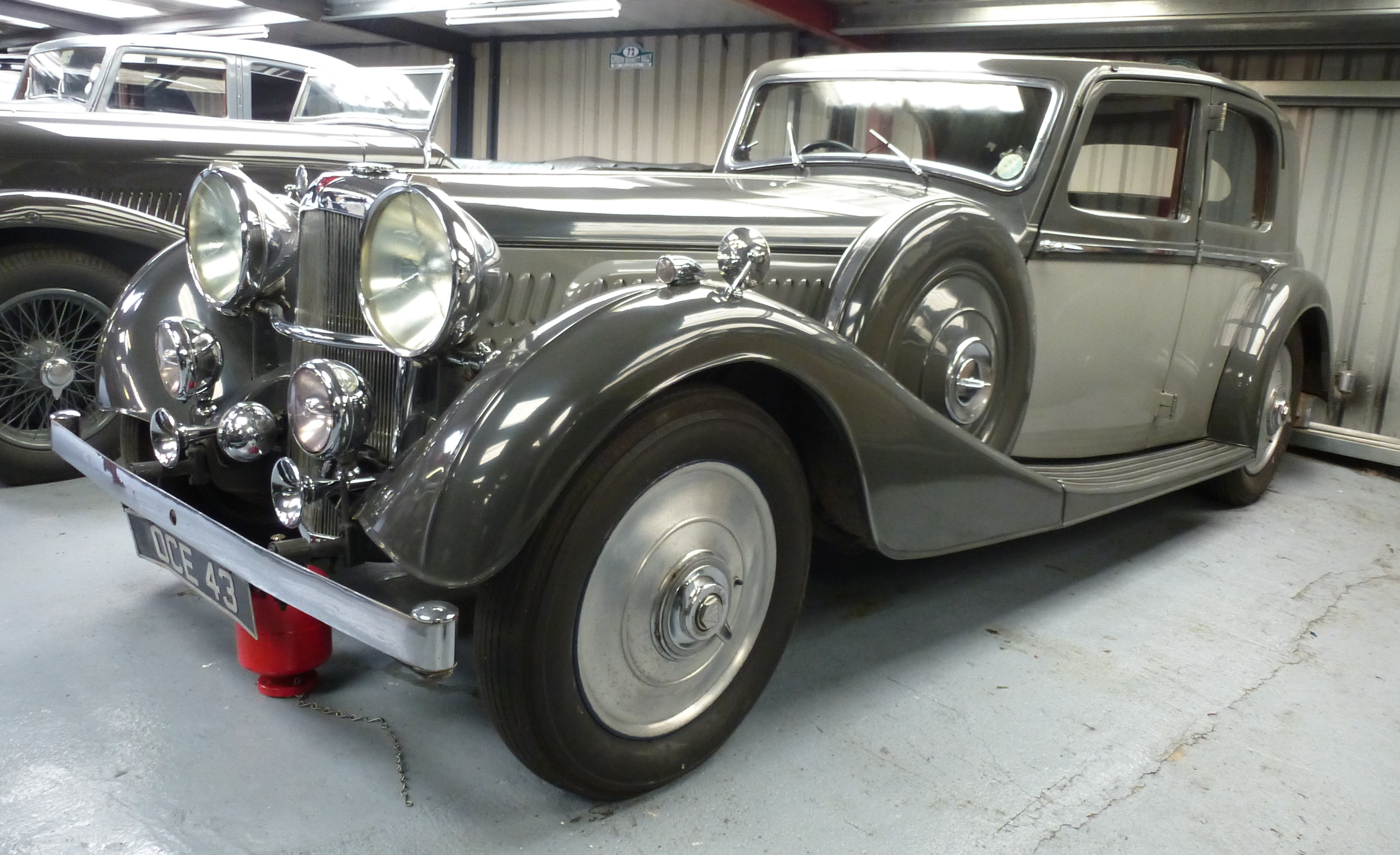
Alvis 4.3 1937
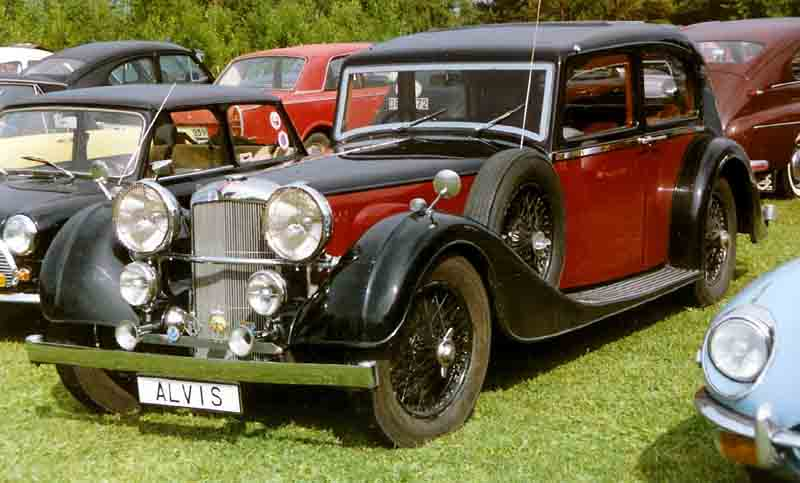
Alvis 4.3 1938
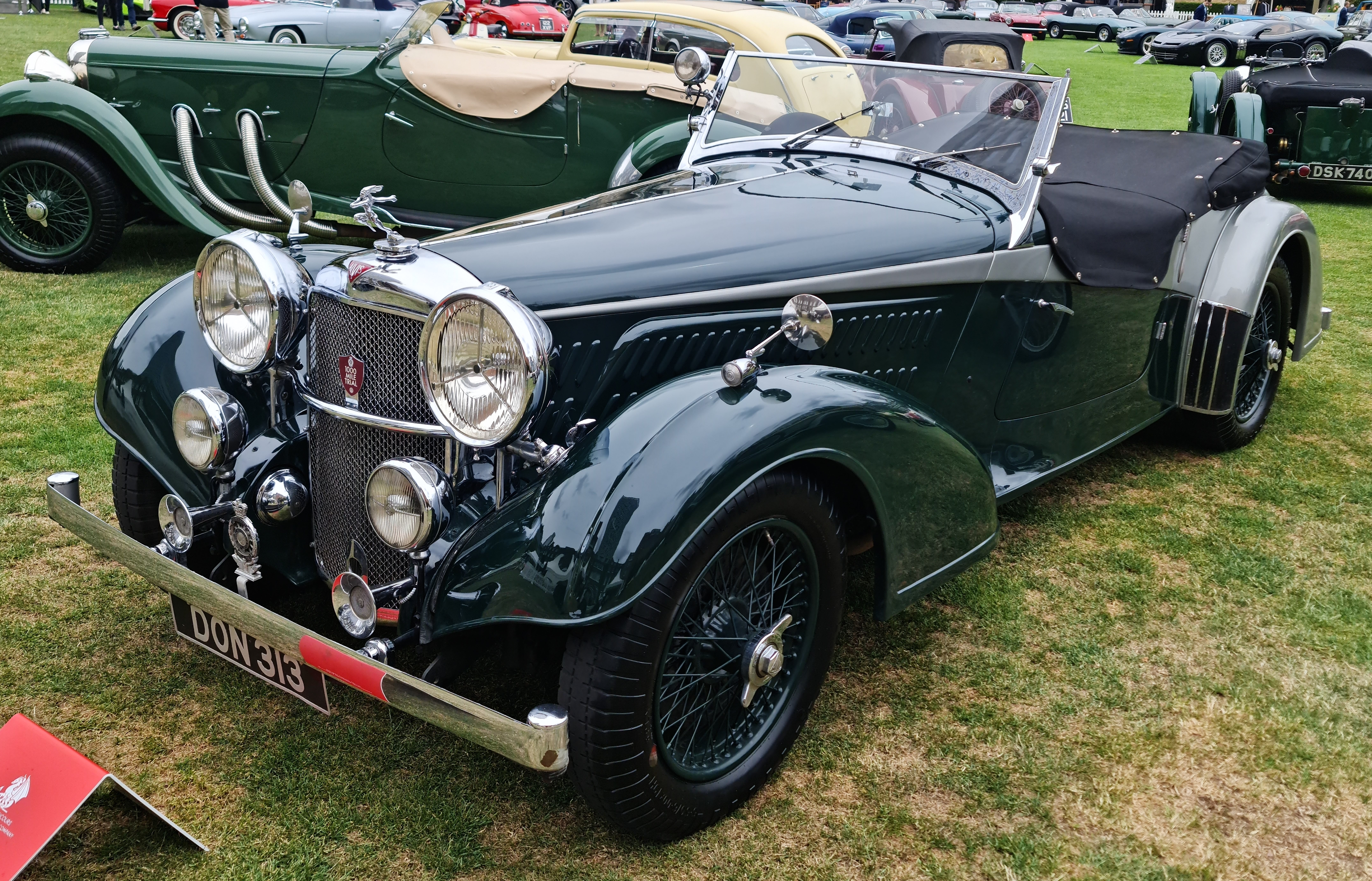
Alvis 4.3 1938